# 叡揚資訊

## 叡揚資訊 (Galaxy Software Services) 簡介
企業e化應用軟體與服務領導廠商
成立於 1987，是台灣資訊軟體業的廠商，也是區域級資訊軟體、AI解決方案與雲端 SaaS 服務供應商。長期關心客戶的經營需求，經由成熟的軟體工程、先進的協同、行動通訊、雲端等資訊科技，開發出流程 e 化與創新應用系統，服務金融業、政府、醫院與製造業等 2,000 餘客戶及超過上萬個雲端用戶。
沿革
『開發自有品牌與技術自主』是成立之初即有的心願，過程中用心跟上科技變化，關心用戶需求，以穩健投入，堆疊產出之精神逐步成長至今。回顧成長過程，可分為四個階段：
- 第一階段

引進國外知名之工具性及系統軟體，例如：Compuware、BMC、IBI、IBM Sterling Commerce以及資安產品。
- 第二階段

承製客戶專案計劃，累積專案經驗以及對特定產業流程及知識之了解。
- 第三階段

開發自有品牌之應用系統產品，在不斷累積產業知識及專案經驗後，終能開發出高品質之應用套裝產品，並推進海外市場。
- 第四階段

提供資訊系統維運與顧問服務，以良好培訓機制提供符合客戶要求之人力，承接顧問案及維運服務。
將套裝應用產品再次重新開發成讓用戶可自主線上開通、測試及付款等雲端特性服務，以租用模式嘉惠廣大中小企業用戶。
大量研究並在清理、強化各類open source資安問題，加以整合應用，增加應用系統功能豐富性、開發速度、系統可攜性並降低成本，利用開課與專案、產品交付給客戶過程推廣open source的巨大力量。叡揚在2013 年投入AI 技術，包括自然語言處理、影像辨識等技術，並導入既有產品線。

## 獲獎及認證

### 獲獎
- 第十屆經濟部產業科技發展優等獎[1]
- Vitals/KM 獲2010台灣精品獎[2]
- 2013年經濟部 第一屆  潛力中堅企業獎[3]
- 2015年經濟部 第三屆  潛力中堅企業獎[4]
- Vitals ESP 知識管理系統榮獲2015台灣精品獎[5]
- 2017 經濟部 第五屆 國家產業創新獎 [6]
- Vital CRM ＆Vital Knowledge 獲 2018 台灣精品獎[7] [8]
- 獲中華徵信所「台灣地區大型企業排名TOP5000」電腦軟體服務業 第五名
- iota C.ai 對話服務平台 獲 2022台灣精品獎
- Vitals ESP 知識管理系統榮獲2024台灣精品獎[9]
- 2024年入選《富比士》「2024年亞洲最佳中小企業名單」。[10]

### 認證
- 2007年3月17日通過CMMI能力成熟度第三級V1.2評鑑，是台灣第一家率先採用CMMI for DEV ver 1.2 model通過評鑑的公司。
- 2013年6月通過由中華民國資訊軟體協會之Software Development (R & D Div. and Project Management Div.)評鑑第2級要求，取得經濟部標準檢驗局CNS 15190証書。
- 2013年11月取得ISO27001認證，為台灣第一家通過ISO 27001資訊安全驗證的SaaS雲端軟體服務提供廠商。
- 2022年取得 ISO27701 認證。
- 2023年取得 ISO 30401 知識管理驗證[11]

## 產品
- 代理國外軟體廠之資訊安全及系統工具產品，如 Arxan、Axway、azul、BMC Software、Checkmarx Ltd、Compuware Corporation、MEND、Imperva、IBM...等。
- Vital 雲端服務家族為其開發的雲端SaaS服務，包含Vital CRM客戶關係管理、Vital BizForm智慧表單、Vital OD雲端公文系統、Vital Knowledge雲端知識管理、Vital TTC物聯客...等。[12]
- SPEED 公文線上簽核管理系統為其在 1998 年開發的公文軟體。
- Vitals ESP 知識管理系統為其在 2014 年開發的知識管理系統(原Vitals/KM)。
- R.A.D.A.R. 人力資源管理系統為其在 1998 年開發的人力資源管理系統。
- 1999年推出 B.E.S.T 銀行信用風險資訊解決方案。
- 2016年推出 Tracko 多源智慧追蹤系統(原Tracko案件追蹤管理系統)。
- 2017年推出 QuEye 自動化持續整合平台。
- 2018年推出 Vitals HAS (Healthcare Analytics System)醫療資訊分析系統。
- 2020年推出 iota C.ai對話服務平台、AVC應用系統弱點整合平台。
- 2021年整合既有的雲端服務，推出 Vital HCM人資系統 及 Vital Finance 財務會計管理系統。
- 2022年推出 Vital NetZero 零碳雲。

## 外部連結
- 叡揚資訊官網（页面存档备份，存于）
- Vital 雲端家族官網（页面存档备份，存于）
- GSS-叡揚資訊的Facebook專頁
- GSSCloud 瘋雲區的Facebook專頁
- YouTube上的叡揚資訊頻道
- 叡揚資訊Linkedin